# Washingtonville (Pennsylvanie)
Washingtonville est un borough situé au centre du comté de Montour, en Pennsylvanie, aux États-Unis,. En 2010, il comptait une population de 273 habitants, estimée au 1er juillet 2020 à 270 habitants. Le borough est incorporé le 28 avril 1870.

## Démographie
Lors du recensement de 2010, le borough comptait une population de 273 habitants. Elle est estimée, en 2020, à 270 habitants.

### Source de la traduction
- (en) Cet article est partiellement ou en totalité issu de l’article de Wikipédia en anglais intitulé « Washingtonville, Pennsylvania » (voir la liste des auteurs).